# Hermann Škorpil
Václav Hermen(e)gild Škorpil (en bulgare Вацлав Херменгилд Шкорпил, né le 8 février 1858 à Hohenmaut et mort le 25 juin 1923 à Varna, est un archéologue tchéco-bulgare.

## Biographie
Il est avec son frère Karel Škorpil le père de l'archéologie en Bulgarie ainsi que le fondateur du Musée archéologique de Varna en 1888. Il est également cofondateur de la société archéologique de Varna.